# Jean-Yves Gautier
Cet article concerne l'acteur français. Pour le biologiste et professeur, voir Jean-Yves Gautier (biologiste).
Pour les articles homonymes, voir Gautier.
Jean-Yves Gautier est un acteur français né le 25 août 1942 à Rennes.

## Filmographie

### Cinéma
- 1973 : L'Affaire Dominici de Claude Bernard-Aubert
- 1974 : Le Passager (Caravan to Vaccares) de Geoffrey Reeve : un gendarme
- 1975 : Adieu, poulet de Pierre Granier-Deferre : Letellier
- 1976 : Le Pays bleu de Jean-Charles Tacchella : Mickey
- 1976 : Le Bon et les Méchants de Claude Lelouch
- 1976 : L'Année sainte de Jean Girault
- 1976 : Dracula père et fils d'Édouard Molinaro
- 1977 : Les Petites pensionnaires (Brigade Call Girls) de Jean-Claude Roy alias Patrick Aubin
- 1979 : Je vous ferai aimer la vie de Serge Korber : Tortelier
- 1979 : Rien ne va plus de Jean-Michel Ribes : inspecteur Boulin
- 1980 : Charlie Bravo de Claude Bernard-Aubert : Berthaud, l'artificier
- 1982 : Guy de Maupassant de Michel Drach : Dorchain
- 1986 : Sauve-toi, Lola de Michel Drach : Bertrand Benoît, dit BB
- 1989 : La Vie et rien d'autre de Bertrand Tavernier : caporal
- 1990 : Jean Galmot, aventurier d'Alain Maline
- 1991 : Le Cri des hommes d'Okacha Touita : Rubio
- 1991 : L'Amour extrême (Ao Fim da Noite) de Joaquim Leitão : Filipe
- 1992 : Listopad de Lukasz Karkwowski : le médecin généraliste
- 1993 : Les Gens normaux n'ont rien d'exceptionnel de Laurence Ferreira-Barbosa : Paul
- 1994 : L'Exil du roi Behanzin de Guy Deslauriers : le second gouverneur
- 1994 : Fado majeur et mineur de Raoul Ruiz : Joachim
- 1994 : Le Cri du cœur d'Idrissa Ouedraogo : Paul Guerin
- 1994 : La Piste du télégraphe de Liliane de Kermadec : le pilote
- 1995 : Les Années du mur (Das Versprechen) de Margarethe Von Trotta : Gérard
- 1995 : ...à la campagne de Manuel Poirier
- 1996 : Les Mille et une recettes du cuisinier amoureux (Shekvarebuli kulinaris ataserti retsepti) de Nana Djordjadze : Anton Gogoladze
- 1996 : Trois vies & une seule mort de Raoul Ruiz : Mario
- 1997 : Généalogies d'un crime de Raoul Ruiz : Mathieu
- 1997 : Voyage au début du monde (Viagem ao Princípio do Mundo) de Manoel de Oliveira : Afonso
- 2001 : Change moi ma vie de Liria Bégéja : un client de Nina
- 2005 : Quelque chose de mal de Namir Abdel Messeeh (court métrage) : Maurice, le père
- 2006 : Je vais bien, ne t'en fais pas de Philippe Lioret : le médecin-chef

### Télévision
- 1974 : L'Implantation (téléfilm) : Louis Holdy
- 1974 : Un matin de juin 40 (téléfilm) : lieutenant Dunand
- 1974 : Air Atlantic 725 (téléfilm) : Guy Peyremal
- 1974 : Ardéchois cœur fidèle de Jean-Pierre Gallo (série) : Beauceron
- 1974 : Les Enfants des autres de Louis Grospierre (série) : le psychologue
- 1975 : Les Enquêtes du commissaire Maigret, épisode Maigret a peur de Jean Kerchbron (série)
- 1977 : Les Enquêtes du commissaire Maigret, épisode Maigret, Lognon et les gangsters de Jean Kerchbron (série)
- 1977 : Les Anneaux de Bicêtre (téléfilm)
- 1979 : Le Dernier mélodrame de Georges Franju (téléfilm) : Tignasse
- 1980 : Les Cinq Dernières Minutes Jean-Yves Jeudy, épisode Un parfum d'Angélique (série) : inspecteur Couriter
- 1980 : Messieurs les jurés, L'Affaire Vico de Jean-Marie Coldefy
- 1981 : Le Fils-père de Serge Korber (téléfilm) : Fernand
- 1981 : Le Porte-clefs (téléfilm) : Le Goff
- 1982 : La Nuit du général Boulanger de Hervé Bromberger (téléflim) : René de Passegrain
- 1983 : Trois morts à zéro de Jacques Renard (téléflim) : le préfet
- 1984 : Le Brin de muguet de Jean-Claude Morin (téléflim) : Franck
- 1985 : Astrolab 22 de Pierre Sisser (série) : Donald
- 1988 : Les Clients (téléfilm) : Delbeck
- 1989 :  Nuit rouge  série Intrigues d'Emmanuel Fonlladosa
- 1991 : Cas de divorce (téléfilm)  : juge René Maillot
- 1992 : Jo et Milou (téléfilm) : Arnaud Delcourt
- 1992 : Amour et chocolat (téléfilm) : Jean-Pierre
- 1993 : For Better and for Worse (téléfilm) : Mr. Boulanger
- 1993 : Le Vin que tue (téléfilm) : La Boulange
- 1993 : Point d'orgue (téléfilm) : Vignault
- 1994 : Mort d'un gardien de la paix (téléfilm) : Pasquelin
- 1994 : Passé sous silence (téléfilm) : Paolo Sandrelli
- 1995 : L'Enfant en héritage (téléfilm) : Xavier Schomberg
- 1995 : Le Fils de Paul (téléfilm) : Lucien
- 1995 : La Rivière Espérance de Josée Dayan (série) : Vincent
- 1996 : La Bougeotte de Jean-Claude Morin (téléflim)
- 1996 : Le Galopin (téléfilm) : Eric
- 1996 : Le Bébé d'Elsa (téléfilm) : Jean
- 1996 : Les Liens du cœur (téléfilm) : Martin
- 1997 : Le Grand Batre (téléfilm) : Virgile
- 1998 : L'Inventaire (téléflim) : Antoine Reverdon
- 1999 : Couleur Havane (téléflim) : Pierre
- 2000 : Louis la Brocante (téléfilm) : Charles
- 2000-2004 : B.R.I.G.A.D. (série) : Morini
- 2001 : Les Inséparables (téléfilm) : le surveillant général
- 2011 : Corps perdus d'Alain Brunard (téléfilm) : Gérard
- 2012 : Clemenceau d'Olivier Guignard (téléfilm) : Général Ferdinand Foch
- 2012-2015 : Ainsi soient-ils, saison 1, 2, 3 (série) : Monseigneur Gandz
- 2014 : Engrenages (série télévisée), saison 5 : Me Maurice Vern

## Théâtre
- 1965 : Train de nuit de Herbert Reineker (Le réfugié) Mise en scène André Villiers Théâtre en rond Paris (Pseudo Théo Fouquet).
- 1968 : M.le Modéré d'Arthur Adamov (Freddy) Mise en scène André Steiger Théâtre des Mathurins Paris (pseudo Théo Fouquet).
- 1974 : Et l'Usure fait le reste de Jean Hugues (Pétoche) Mise en scène Jean Hugues Théâtre Mouffetard Paris.
- 1977 : La culture Physique de Raphaël Delpard  (Lui) Mise en scène Yann Brian Café Théâtre Le Sélénite Paris.
- 1984 : De si tendres liens de Loleh Bellon (Pierre) Mise en scène Jean Bouchaud Studio des champs Elysées Paris.

- 1986 : Les Clients de Jean Poiret, mise en scène Bernard Murat, Théâtre Édouard VII Paris.
- 1987 : Un jardin en désordre d'Alan Ayckbourn, mise en scène Stuart Seide, théâtre de la Renaissance Paris.
- 1989 Nana d'après Emile Zola (Le Comte Muffat) Mise en scène Xavier Marcheschi Théâtre Grévin Paris.
- L'étrange et tumultueuse histoire de Jimmy Dog (Vieux /Tête de vieux) de Filip Forgeau Mise en scène Filip Forgeau Espace Noriac et Théâtre de L'Union (Scène Nationale) Limoges.
- Fragments nocturnes Tapages fragiles de Filip Forgeau Théâtre Essaïon Paris.
- 2002 Beaucoup de bruit pour rien de William Shakespeare (Léonato) Mise en scène Benoit Lavigne
- Théâtre 13 Paris.
- 2003 Idem Festival d'Anjou.
- 2012 / 2013 La rose tatouée de Tenesee Williams  (Le Père de Léo) Mise en scène Benoit Lavigne Théâtre de l'Atelier Paris.
- 2013 / 2014 La Mouette d'Anton Tchékov (Sorine) Mise en scène Filip Forgeau Théâtres de Gueret, Fouesnant et tournée.